# Suggestion
Der Begriff Suggestion wurde im 17./18. Jahrhundert eingeführt und bezeichnet die manipulative Beeinflussung einer Vorstellung oder Empfindung mit der Folge, dass die Manipulation nicht wahrgenommen wird oder zumindest zeitweise für das Bewusstsein nicht abrufbereit ist. Etymologisch ist er zurückführbar auf das lateinische Substantiv suggestio, -onis, was so viel bedeutet wie Hinzufügung, Eingebung oder Einflüsterung, oder auf das lateinische Verb suggerĕre (zuführen, unterschieben).
Die Psychologie versteht unter Suggestion – der Begriff wurde erstmals von James Braid verwendet – eine Beeinflussungsform von Fühlen, Denken und Handeln. Abgrenzungen oder Unterschiede zu Nachbarbereichen werden dabei allerdings kaum thematisiert. Es wird unterschieden zwischen der Autosuggestion und der Heterosuggestion, also der Beeinflussung durch sich selbst oder durch andere. Im Themengebiet der Hypnose stellen Suggestionen unmittelbar wirkende Eingebungen durch den Hypnotisierenden dar. Posthypnotische Suggestionen wirken hingegen erst nach der Hypnose, meist auf einen vorher festgelegten Hinweisreiz (zum Beispiel ein Wort oder eine Geste).
Zu unterscheiden ist jedenfalls zwischen Suggestion als Akt bzw. Ergebnis, Suggestibilität als Bereitschaft jener Person, der suggeriert werden soll, und Suggestivität als Potenzial, eine Suggestion platzieren zu können. In diesem Verständnis von Suggestivität kann Suggestibilität dann auch als Auto-Suggestivität – freilich anhand eines äußeren Reizes – verstanden werden.
Die Begriffe „Suggestion“ und insbesondere die „Suggestibilität“ werden oft auch verwendet als Synonyme für Willensbeeinflussung, Machtausübung, Gutgläubigkeit, Beeinflussbarkeit und Willensschwäche.
Suggestivtherapie:
Bereits vor Entwicklung der Psychoanalyse nutzte Josef Breuer Suggestionen, um Hysterie zu heilen. Die Symptome werden in dieser Technik durch Auflegen einer Suggestion bekämpft, wobei die Wirkung im Laufe der Zeit verblasst und die Behandlung erneuert werden muss. Auch zur Behandlung vegetativer Störungen und sogenannter Kriegsneurosen wurden in der Suggestionsbehandlung Suggestionsverfahren eingesetzt.
Weitere alltägliche Effekte, bei denen Suggestionen als Erklärungsansatz dienen können:
- Placebo-Effekt
- Selbsterfüllende Prophezeiung
- Werbung

Entsprechend der Bedeutung der Unterschiebung wird der Begriff Suggestion auch bei der so genannten Suggestivfrage verwendet. Dabei ist das Ziel des Fragenden, den Inhalt der Antwort direkt beim Befragten zu beeinflussen. (Beispiel: Sie waren doch am Tatort? – was beim Gegenüber eher die Antwort ja hervorrufen kann.) Diese Beeinflussung kann bereits über Mimik und Gestik, aber auch den verbalen Ausdruck geschehen. Beispielsweise gibt es unter Kellnern einen alten Trick, nach dem der Gast bei der Frage, ob man ihm nachschenken solle, durch ein leichtes Kopfnicken bzw. Kopfschütteln beeinflusst werden kann.
Suggestionen erzeugen in der Psyche labile Zustände, die im Normalfall nach einer gewissen Verzögerungszeit wieder in den Ausgangszustand zurückkehren.